# Kiss×sis
Kiss×sis (яп. キスシス Кису сису) — манга, написанная и проиллюстрированная Дитамой Бо. Начала выпускаться в журнале Bessatsu Young Magazine (ныне Young Magazine) с 11 декабря с 2005 года.

## Сюжет
Сводные сёстры-близняшки главного героя Кэйты, Ако и Рико, любят своего брата и хотят стать для него чем-то большим, чем сёстры. Поэтому они постоянно, но безуспешно пытаются соблазнить брата. Родители Кэйты также не возражают против его отношений с сёстрами. Тем не менее сам Кэйта не желает ничего подобного. Позднее появляются и другие девушки, также претендующие на сердце Кэйты.

### Персонажи
- Кэйта Суминоэ (яп. 住之江 圭太 Суминоэ Кэйта) — младший брат, не связанный со своими сёстрами кровным родством (дети от разных браков). Спортсмен, ученик 3 класса средней школы. Хотя Кэйта и считает свои отношения с сёстрами неправильными, тем не менее он признает, что получает от них удовольствие. Когда он пьян, берёт инициативу на себя и сам пристаёт к своим сёстрам, что при случае использует Ако. Несмотря на это, а также на то, что он плохо себя контролирует во время приставаний к нему со стороны сестёр, по-прежнему девственник. В одной из глав манги признался самому себе, что не сможет отдать Ако и Рико другим парням.
- Ако Суминоэ (яп. 住之江 あこ Суминоэ Ако) — сестра-близнец Рико. Любит готовить, не восприимчива к алкоголю, однако импульсивна и ревнива. Отличительный признак: заколотая чёлка на левой стороне. Ученица 1 класса старшей школы. Член школьного комитета.
- Рико Суминоэ (яп. 住之江 りこ Суминоэ Рико) — сестра-близнец Ако. Не умеет готовить и быстро пьянеет, обладает недюжинной хитростью и решимостью. Отличительный признак: пластырь на левой щеке и собранные в хвост волосы. Её пластырь скрывает шрам десятилетней давности, оставленный игрушкой, брошенной в неё Кэйтой. Ученица 1 класса старшей школы. Член школьного комитета по дисциплине.
- Михару Микуни (яп. 三国 美春 Микуни Михару) — ученица из класса Кэйты, скромная и застенчивая, постоянно попадающая с Кэйтой в неловкие ситуации и вызывающая этим гнев его сестёр и учительницы.
- Юдзуки Кирю (яп. 桐生 夕月 Кирю: Ю:дзуки) — учительница Кэйты. Является отаку, что скрывает. В 25 главе манги выясняется, что она ещё девственница. Влюбляется в Кэйту и считает, что его отношения с сёстрами не нормальны.
- Микадзуки Кирю (яп. 桐生 三日月 Кирю: Микадзуки) — младшая сестра Юдзуки, младшеклассница Кэйты. Так же, как и сестры Кэйты, делает безуспешные попытки соблазнить его.

## Аниме

### OVA
Манга была экранизирована Навой Мунэнори в виде OVA. Эпизоды являются дополнением к коллекционным выпускам манги.
| №  | Заглавие                                                                                                   | Трансляция           |
| -- | --- | -------------------- |
| 0  | Начнём с нуля «Дзэро-кара Хадзимэё:» (ゼロから始めよう)                                                    | 22 декабря 2008 года |
| 1  | Под одной крышей «Хитоцу Янэ но Сита» (ひとつ屋根の下)                                                     | 22 мая 2009 года     |
| 2  | Рождество для двоих «Футари дэ Курисумасу» (ふたりでクリスマス)                                            | 20 ноября 2009 года  |
| 3  | Репетиция секрета «Химицу но Ёко: Рэнсю:» (ひみつの予行練習)                                               | 4 июня 2010 года     |
| 4  | Блажественная поездка на горячие источники «Сифуку но Онсэн Рёко:» (至福の温泉旅行)                        | 22 ноября 2010 года  |
| 5  | Полностью в недоумении «Горимутю: дэ Мутюмутю» (五里霧中でむちゅむちゅ)                                    | 22 июня 2011 года    |
| 6  | Ммм! Медицинский осмотр «Мумуму! на Кэнкё:сидан» (むむむっ!な健康診断)                                     | 30 ноября 2011 года  |
| 7  | Персики расцвели в сезон дождей «Тё: Цуюни Сайта Момо но Хана» (長梅雨に咲いた桃の花)                      | 6 июля 2012 года     |
| 8  | В конце концов?! Полный событиями визит домой «Яппари!? Харан но Катэйхо:мон» (やっぱり！？波乱の家庭訪問) | 6 февраля 2013 года  |
| 9  | Схожу с ума от юношеского пота «Куруосики Сэйсюн но Асэ» (狂おしき青春の汗)                                | 6 ноября 2013 года   |
| 10 | В таком поле зрения, множество цветов «Ару я Насия ва, Дзю:нинто Иро» (あるやなしやは、十人十色)           | 6 августа 2014 года  |
| 11 | Хорошие отношения навсегда «Ицумадэ мо ий канкэй» (いつまでもイイ関係)                                     | 6 апреля 2015 года   |

### Аниме-сериал
| 1 | Замечательные дни «Вандафуру Дэйдзу» (ワンダフルデイズ)                                                                 | 5 апреля 2010 года  |
| Первая серия знакомит зрителя с главными героями — Кэйтой и его сводными сёстрами Ако и Рико (отец мальчика женился на матери девочек), к которым он испытывает сексуальное желание, хотя пытается его всеми силами одолеть. | |                     |
| 2 | Урок для двоих «Футарикири но Рэссун» (二人きりのレッスン)                                                              | 12 апреля 2010 года |
| Ако решает подтянуть Кэйту в нескольких предметах и использует для этого самое эффективное для юноши средство — совмещает обучение с элементами стриптиза. К примеру, чтобы он легче запомнил английские слова, Ако написала их на своём теле и постепенно перед ним обнажалась.                                                                                                 | |                     |
| 3 | Вкусные сладости «Миваку но Суи:цу!» (魅惑のスイーツ!)                                                                  | 19 апреля 2010 года |
| Кэйта ставит перед собой задачу не отвечать на заигрывания сестёр для концентрации в учёбе. Рико пытается обратить на себя внимание брата с помощью «вкусняшки», которую она сделала — вкусного шоколадного десерта в форме губной помады. Обведя ею свои губы, она побуждает мальчика начать целоваться. И вот, когда их близость готова перерасти в большее, их прерывает Ако. | |                     |
| 4 | Испытание для влюблённых «Коибито но Сикаку» (恋人の資格)                                                               | 26 апреля 2010 года |
| Ако и Рико вспоминают о своих первых днях в средней школе. Вместе с Кэйтой они загадывают желания в японском храме. | |                     |
| 5 | Прости! «Гомэн Насай!» (ゴメンナサイ!)                                                                                  | 3 мая 2010 года     |
| Кэйту, пытавшегося спрятаться на территории школы, и Михару, случайно оказавшуюся рядом, закрывают в подсобном помещении. Пытаясь выбраться и сидя на плечах у Кэйты, Михару писает прямо на него. | |                     |
| 6 | Беспокойство в Акихабаре «Мунасаваги но Акиба» (胸騒ぎのアキバ)                                                         | 10 мая 2010 года    |
| Ако и Рико пытаются купить в магазине «для взрослых» эротическую игру и случайно встречают там преподавательницу Юдзуки Кирию, решившую, что она предназначается для утех сестёр и Кэйты. | |                     |
| 7 | Ч-что!? Мелодия дождливого лета «На, Нан то:?! Бисё Нурэ Манацу но Мо:со:кёку» (な、なんと～っ!?びしょ濡れ真夏の妄想曲) | 17 мая 2010 года    |
| Кэйта с сёстрами и друзьями отправляется в аквапарк. Подозревая, что он, Ако и Рико имеют любовную связь, что по её мнению верх пошлости, Юдзуки следит за ними. | |                     |
| 8 | Весь август об этом «Хатигацу ва Ицумо Арэ» (八月はいつもアレ)                                                          | 24 мая 2010 года    |
| Кэйта и его сёстры отправляются на японский костюмированный праздник, где опять становится объектом критики Юдзуки, а затем снова попадает в неловкую ситуацию с мочеиспусканием Михару. | |                     |
| 9 | В трудные времена молись Богу «Курусий Токи ва Камиданоми» (苦しい時は神頼み)                                           | 31 мая 2010 года    |
| Сёстры решают подарить Кэйте в качестве талисмана мешочек со своими лобковыми волосами внутри него. | |                     |
| 10 | Наконец-то! «То:то: Хомбан» (とうとう本番！)                                                                            | 7 июня 2010 года    |
| Сёстры упорно трудились, чтобы избавить брата от болезни путём «слизывания» микробов с его тела. Он выздоровел и пошёл сдавать экзамены. | |                     |
| 11 | Хороший день! «Ий Хи, Дамэдаси!» (いい日、ダメ出し!)                                                                    | 14 июня 2010 года   |
| Кэйта поначалу не находит своего имени в списке поступивших, однако впоследствии выясняется, что на его имя было выслано письмо с информацией о зачислении в старшую школу. | |                     |
| 12 | Раз, два, три! «Ити, Ни но, Сан Пи:!» (いち、にの、3P!)                                                                 | 21 июня 2010 года   |
| Все празднуют зачисление Кэйты, а Ако, Рико, Михару и Микадзуки решают устроить с ним интимную игру. | |                     |